# George Ty
George Siao Kian Ty (鄭少堅T, Zhèng ShàojiānP; Hong Kong, 18 ottobre 1932 – Manila, 23 novembre 2018) è stato un imprenditore cinese naturalizzato filippino fondatore e amministratore delegato della Metropolitan Bank and Trust Company (Metrobank), la seconda banca più grande delle Filippine sia in termini di attività che di capitale. Possedeva partecipazioni in Federal Land, Inc., nella Banca delle Isole Filippine e nella Philippine Savings Bank, una sussidiaria di Metrobank.
Ty era il proprietario della G.T. International Tower a Makati.

## Biografia
Ty nacque il 18 ottobre 1932 a Hong Kong (all'epoca britannica), figlio di Norberto Ty e Victoria Tan, entrambi originari di Xiamen. All'età di sei anni si trasferì con la famiglia a Manila, nel quartiere di Binondo, dove Norberto aprì una fabbrica di farina. Più tardi quest'ultimo lasciò la moglie Victoria per sposarsi con la sinofilippina Salustiana Dee.
In età adolescenziale lavorò per l'azienda del padre, rinominata Wellington Flour Mills in onore del fratellastro Wellington. Quando l'attività andò incontro a difficoltà finanziarie, Ty decise di focalizzarsi nel settore bancario benché privo di esperienza. Nel 1962, all'età di 29 anni, fondò - insieme a Emilio Abello, Pio Pedrosa e Placido Mapa Sr.- la Metrobank, dopo aver ottenuto l'approvazione da parte del governatore della Banca centrale delle Filippine Andrés Castillo: sorta sul vecchio edificio della Wellington, Metrobank fu gradualmente sviluppata e ampliata (aprì la prima filiale nel 1963 e la prima filiale internazionale a Taipei, Taiwan, nel 1970)  sino a divenire la seconda più grande banca nel paese. Impegnato dagli anni settanta in molte attività filantropiche, nel 1979 creò la Metrobank Foundation - operativa in servizi sanitari e socio-sanitari - e divenne il principale azionista della Manila Doctors Hospital.
Successivamente Ty entrò anche nell'industria automobilistica. Nel 1988 stabilì una joint venture con i giapponesi della Toyota in ciò che divenne la fortunata Toyota Motor Philippines.
Nel 2007 fondò anche HGT Capital Holdings Inc., una holding con interessi commerciali in concessionarie di auto, banche, assicurazioni, energia e immobili.

### Morte
Morì il 23 novembre 2018 all'età di 86 anni al St. Luke's Medical Center di Manila, per complicanze legate a un tumore del pancreas che gli era stato diagnosticato sei mesi prima.

## Vita privata
Fu sposato con la sinofilippina Mary Vy Ty, dalla quale ebbe cinque figli: Arthur, Alfred, Anjanette, Margaret e Zandra.

## Onorificenze
- : Ordine di Lakandula, Grand Cross – (4 giugno 2010)[7]
- 2014 - Dottorato Honoris Causa in umanità per la sua filantropia dall'Università di Santo Tomas (7 agosto 2014)[8]